# كوري بروير (لاعب كرة سلة مواليد 1975)
كوري بروير (بالإنجليزية: Corey Brewer)‏ مواليد 2 يناير 1975 في أركنساس، هو لاعب كرة سلة أمريكي سابق. بدأ مسيرته الاحترافية في سنة 1998. تم اختياره من قبل فريق ميامي هيت خلال الدرافت. يبلغ طوله 6 قدم 2 بوصة (1.9 م). حقق المركز الأول في الألعاب الجامعية الصيفية 1997. اعتزل اللعب في 2011.

## المسيرة الاحترافية
لعب مع بييلا لكرة السلة في موسم 2000–2001، ثم لعب مع نادي إشبيلية لكرة السلة في الدوري الإسباني في موسم 2001–2002، ثم لعب مع سي بي إستوديانتس من سنة 2002 إلى 2004، ثم لعب مع فيرتوس بالاكانسترو بولونيا في موسم 2004–2005، ثم لعب مع نادي أريس لكرة السلة في موسم 2005–2006، ثم لعب مع سبيرو شارلوروا في موسم 2006–2007.

## الميداليات
| الميدالية | المسابقة                      |
| --------- | ----------------------------- |
| ذهبية     | الألعاب الجامعية الصيفية 1997 |

## روابط خارجية
- كوري بروير (لاعب كرة سلة مواليد 1975) على موقع الاتحاد الدولي لكرة السلة (الإنجليزية)
- كوري بروير (لاعب كرة سلة مواليد 1975) على موقع سبورتس رفرنس (الإنجليزية)
- كوري بروير (لاعب كرة سلة مواليد 1975) على موقع الدوري الإسباني لكرة السلة (الإسبانية)
- كوري بروير (لاعب كرة سلة مواليد 1975) على موقع كرة السلة الأوروبية.كوم (الإنجليزية)
- كوري بروير (لاعب كرة سلة مواليد 1975) على موقع كلية كرة السلة في سبورتس رفرنس.كوم (الإنجليزية)
- كوري بروير (لاعب كرة سلة مواليد 1975) على موقع ريلجم (الإنجليزية)
- كوري بروير (لاعب كرة سلة مواليد 1975) على موقع بروبوليرز (الإنجليزية)
- كوري بروير (لاعب كرة سلة مواليد 1975) على موقع سبورتس رفرنس (الإنجليزية)